# Manfred Kaltz
Manfred Kaltz (born ngày 6 tháng 1 năm 1953) là cựu tuyển thủ Đức với 69 trận cho đội tuyển quốc gia và dành phần lớn sự nghiệp cho câu lạc bộ Hamburg. Kaltz chơi ở vị trí hậu vệ biên.
Với tổng cộng thi đấu hơn 581 trận tại Bundesliga trong màu áo Hamburg (HSV),, Kaltz là cầu thủ thi đấu số trận nhiều thứ 2 tại Bundesliga. Là chuyên gia thực hiện các loạt sút penalty, Kaltz đã ghi được 53 trên tổng số 76 bàn, một kỉ lục tại Bundesliga. Ông cũng đã có 2 chức vô địch UEFA Euro 1980 và Cúp C1 Châu Âu mùa giải 1981-82 cùng Hamburg.
Kaltz nổi tiếng với những pha tạt bóng chuẩn xác và có độ xoáy rất lớn với quỹ đạo giống như quả chuối. Nên fan của ông đã đặt nickname là "Bananenflanken" ("banana crosses"). Ông thường xuyên dùng kĩ năng này để tạt bóng cho chuyên gia chơi đầu Horst Hrubesch, với 96 bàn được ghi từ rất nhiều quả tạt bóng của Kaltz. Hrubesch đã nói về đối tác ăn ý của mình rằng: "Manni banana, I head, goal".

## Danh hiệu

### Câu lạc bộ
Hamburger SV
- Cúp C1: 1982–83
- Cúp C2: 1976–77
- Bundesliga: 1978–79, 1981–82, 1982–83
- DFB-Pokal: 1975–76
- DFB-Ligapokal: 1972–73

### Quốc tế
Đức
- Vô địch Giải vô địch bóng đá châu Âu: 1980
- Á quân Giải vô địch bóng đá châu Âu: 1976
- Á quân World Cup: 1982